# Skoki do wody na Letnich Igrzyskach Olimpijskich 1912 – skoki z trampoliny mężczyzn
Skoki z trampoliny mężczyzn były jedną z konkurencji skokowych rozgrywanych podczas V Igrzysk Olimpijskich w Sztokholmie. Zawody zostały rozegrane 8 i 9 lipca na stadionie pływackim w zatoce Djurgården.
Ta konkurencja obejmowała dwa standardowe skoki z trampoliny metrowej, dwa standardowe skoki z trampoliny trzymetrowej oraz trzy skoki dowolne z trampoliny trzymetrowej wybrane z listy 18 różnych skoków. 
Zawodnicy niemieccy zajęli pierwsze cztery miejsca. Po skokach standardowych prowadzili obrońca tytułu Zürner oraz Günther. Szwed Jansson znajdował się na trzecim miejscu. Najlepiej przez skoki dowolne przeszedł Günther – dostał pierwsze miejsce od czterech z pięciu sędziów.

## Wyniki

### Eliminacje
Po dwóch zawodników z każdej grupy, z najmniejszą liczbą punktów oraz dwaj najlepsi zawodnicy z pozostałych miejsc awansowało do finału.
Grupa I
| Miejsce | Zawodnik         | Oceny | Punkty |
| ------- | ---------------- | ----- | ------ |
| 1       | Kurt Behrens     | 6     | 80.14  |
| 2       | Paul Günther     | 9     | 78.14  |
| 3       | Arthur McAleenan | 15    | 68.02  |
| 4       | Ernst Brandsten  | 20    | 65.02  |
| 5       | Sven Nylund      | 28    | 62.60  |
| 6       | Eskil Brodd      | 29    | 62.60  |
| 7       | Oskar Wetzell    | 33    | 58.70  |

Grupa II
| Miejsce | Zawodnik       | Oceny | Punkty |
| ------- | -------------- | ----- | ------ |
| 1       | John Jansson   | 5     | 77.77  |
| 2       | Albert Zürner  | 10    | 74.64  |
| 3       | Ernst Eklund   | 16    | 53.02  |
| 4       | Carlo Bonfanti | 19    | 46.81  |

Grupa III
| Miejsce | Zawodnik           | Oceny | Punkty |
| ------- | ------------------ | ----- | ------ |
| 1       | Hans Luber         | 6     | 77.50  |
| 2       | Robert Zimmerman   | 11    | 76.60  |
| 3       | George Gaidzik     | 16    | 74.03  |
| 4       | Herbert Pott       | 17    | 73.94  |
| 5       | Ernfrid Appelqvist | 25    | 62.61  |
| 6       | Axel Runström      | 30    | 58.42  |
| 7       | Erik Tjäder        | 35    | 53.56  |

### Finał
Oceny sędziowskie miały pierwszeństwo. Punkty decydowały o kolejności w przypadku remisu.
| Miejsce | Zawodnik         | Oceny | Punkty |
| ------- | ---------------- | ----- | ------ |
| 1       | Paul Günther     | 6     | 79.23  |
| 2       | Hans Luber       | 9     | 76.78  |
| 3       | Kurt Behrens     | 22    | 73.73  |
| 4       | Albert Zürner    | 23    | 73.33  |
| 5       | Robert Zimmerman | 24    | 72.54  |
| 6       | Herbert Pott     | 28    | 71.45  |
| 7       | John Jansson     | 32    | 69.64  |
| 8       | George Gaidzik   | 36    | 68.01  |